# 42e gala des prix Félix
Le 42e gala des prix Félix, organisé par l'Association québécoise de l'industrie du disque, du spectacle et de la vidéo, récompense les artistes québécois de la chanson.
La remise des prix est séparée en trois galas: Le Gala de l'ADISQ, diffusé en direct à ICI Radio-Canada Télé; le Premier Gala de l'ADISQ, diffusé en direct sur ICI Radio-Canada Télé deux jours plus tôt (28 octobre); et le Gala de l'Industrie, qui récompense les prouesses techniques en musique.
Les nominations furent dévoilées le 1er octobre 2020. Avec six nominations, Louis-Jean Cormier et Les Cowboys Fringants en amassent le plus grand nombre. Le groupe Bleu Jeans Bleu récolte cinq nominations, alors que Flore Laurentienne et Alexandra Streliski en récoltent quatre.
À la suite des trois cérémonies, Les Cowboys fringants récoltent un total de cinq statuettes, le plus haut total de la 42e édition.

## Gala de l'ADISQ
Le gala de 2020 qui s'est déroulé le 30 octobre devant un auditoire réduit pour cause de pandémie, et a été diffusé le 1er novembre, a été animé par Louis-José Houde (pour la quinzième année de suite). Il a été marqué par une baisse de l'audience, moins marquée toutefois que pour les manifestations de même nature, dans la même période.
| Album de l'année (Adulte contemporain) | Album de l'année (Pop) |
| --- | --- |
| Gagnant(e) : Quand la nuit tombe (Louis-Jean Cormier) - À tous les vents (2Frères) - Je viens d'ici (Kaïn) - Pour déjouer l'ennui (Pierre Lapointe) - La mort des étoiles (Les Sœurs Boulay) | Gagnant(e) : Rien ne se perd (Marc Dupré) - 2 (Ludovick Bourgeois) - Objets perdus (Evelyne Brochu) - Feu (Laurence Nerbonne) - SOMMM (SOMMM) |
| Album de l'année (Folk) | Album de l'année (Rap) |
| Gagnant(e) : L'étrange Pays (Jean Leloup) - Grandeur Mature (Émile Bilodeau) - Sara Dufour (Sara Dufour) - Boîte aux lettres (Les Hay Babies) - Nature humaine (Alexandre Poulin)            | Gagnant(e) : Sainte-Foy (KNLO) - Le phénix, Il était une fois (Dramatik) - Citadelle (LAF) - Nul n'est roé en son royaume (Robert Nelson) - Backstage (Souldia) |
| Artiste autochtone de l'année | Auteur ou compositeur de l'année/Auteure ou compositrice de l'année |
| Gagnant(e) : Elisapie - Anachnid - Matiu - Scott-Pien Picard - Shauit | Gagnant(e) : Louis-Jean Cormier - KNLO - Les Sœurs Boulay - Flore Laurentienne - Pierre Lapointe |
| Révélation de l'année | Spectacle de l'année (Auteur.e - Compositeur, Compositrice - Interprète) |
| Gagnant(e) : Eli Rose - Evelyne Brochu - Flore Laurentienne - Miro - P'tit Belliveau | Gagnant(e) : Robert en CharleboisScope (Robert Charlebois) - Perfecto (Bleu Jeans Bleu) - Viens avec moi - L'opéra rock (Les Hôtesses d'Hilaire) - Tout ça pour ça (Loud) - Inscape (Alexandra Streliski) |
| Groupe ou duo de l'année | Interprète féminine de l'année |
| Gagnant(e) : Les Cowboys Fringants - 2Frères - Bleu Jeans Bleu - Kaïn - Les Sœurs Boulay | Gagnante : Alexandra Stréliski - Marie-Pierre Arthur - Isabelle Boulay - Marie-Mai - Ariane Moffatt |
| Interprète masculin de l'année | Chanson de l'année |
| Gagnant : Émile Bilodeau - Ludovick Bourgeois - Louis-Jean Cormier - Marc Dupré - Pierre Lapointe                                                                                            | Gagnant(e) : L'Amérique pleure (Les Cowboys Fringants) - À tous les vents (2Frères) - Coton Ouaté (Bleu Jeans Bleu) - Que sera ma vie (Ludovick Bourgeois) - Aime-moi encore (Roxane Bruneau) - Ne m'appelle pas (Cœur de pirate) - Je me moi (Louis-Jean Cormier) - Le bonheur (Corneille) - Par amour (Lara Fabien) - Pour toi (Ariane Moffatt) |

## Le Premier Gala de l'ADISQ 2020
Le Premier Gala a eu lieu le 28 octobre 2020. Il était animé par Pierre Lapointe.

### Gagnant(e)s
- Album de l’année (Alternatif) : Des feux pour voir, Marie-Pierre Arthur
- Album de l’année (Anglophone) : Wave, Patrick Watson
- Album de l’année (Autres langues) : Nikamu Mamuitun-Chansons Rassembleuses, Collectif d'artistes
- Album de l’année (Choix de la critique) : Des feux pour voir, Marie-Pierre Arthur
- Album de l’année (Classique - Orchestre et grand ensemble) : Pulsations, Angèle Dubeau & La Pietà
- Album de l’année (Classique - Soliste et petit ensemble) : Chopin: Ballades et Impromptus, Charles Richard-Hamelin
- Album de l’année (Country) : Si on y allait, Patrick Norman
- Album de l’année (Instrumental) : LEN, Gregory Charles
- Album de l’année (Jazz) : Migrations, Jacques Kuba Séguin
- Album de l’année (Meilleur vendeur): Les Antipodes, Les Cowboys Fringants
- Album de l’année (Musiques du monde) : Kora Flamenca, Zal Sissokho
- Album de l’année (Réinterprétation) : En attendant Noël, Isabelle Boulay
- Album de l’année (Rock) : Les Antipodes, Les Cowboys Fringants
- Album de l’année (Traditionnel) : Live au Pas Perdus, Salebarbes
- Album ou DVD de l’année (Jeunesse) : Arthur L'aventurier au bout du monde en Australie (DVD), Arthur L'aventurier
- Artiste de l’année ayant le plus rayonné hors Québec : Alexandra Stréliski
- Spectacle de l’année (Anglophone) : Wave, Patrick Watson
- Spectacle de l’année (Autres langues) : The Ballad of the Runaway Girl, Elisapie
- Spectacle de l’année (Humour) : Au pic pis à pelle, Sam Breton
- Spectacle de l’année (Interprète) : Véronic DiCaire en Spectacle, Véronic DiCaire
- Vidéo de l’année : L'Amérique pleure, Les Cowboys Fringants